# Kameni horizonti (1953.)
Kameni horizonti, hrvatski dugometražni film iz 1953. godine.